# ボトルインプ (カードゲーム)
ボトルインプ（The Bottle Imp,Flaschenteufel ）は、Günter Cornettによる、ロバート・ルイス・スティーヴンソンの短編小説「びんの小鬼」に基づいたトリックテイキングカードゲームである。 1995年にBambusSpieleverlagによって初版が出版され 、2010年にZ- ManGamesによって「BottleImp」という名前で再出版された  。2018年にStrongholdGamesによっても再々出版された 。

## ルール
ゲームに使われるのは、ボトルトークン（木のコマ。Z-man版ではボトルはカードになっている）と、1~37までの抜け番号の無いカードである。
カードには3色のうち1色が振られており、「色による」切り札は存在しない。
ゲームの開始時点では、ボトルをテーブル中央に置き、誰もボトルを持っていない。加えて19のカード（このカードだけ前述の3色のどれにも属さない）は「ボトルの価格」となり、ボトルの底に敷かれる。残りのカードはすべてのプレイヤーに平等に配られる。
手札が配られた後、各プレイヤーは1枚のカードを捨てる。2枚を左と右に1枚ずつ渡す。
ゲームの目的は、カードに記されたコインを集めることである（1~6枚が必ず表示されている）。
ディーラーの左側のプレーヤーが最初のトリックの1番手となる。手番が来たら1枚のカードを自分の前に出す。1番目のプレイヤーは何を出してもよいが、以降2番手のプレイヤーは、1番目と同じ色のカードを持っている場合は必ずその色の中からプレーしなければならない。1枚もない場合は、何を出しても構わない。
全員が1枚ずつカードを出したら、カードを獲得する人を決める。
この時の勝敗は「ボトルの価格」よりも小さいカードがあるかどうかによって少し処理が変わる。
- カードがすべて価格よりも大きい数字の場合
  - 単純に最も大きい数字を出したプレイヤー人が「勝者」となり、出されたカードをすべて獲得する。ボトルは動かさない。
- カードの中に価格よりも小さい数字のカードがある場合
  - 価格よりも小さい数字のカードは、すべて「切り札」となる。

切り札の中で、最も大きい数字を出した人が「勝者」となる。
加えてボトルを動かす。
1. まず、ボトルをトリックを取ったカードの上に持っていき、新しいボトルの価格を設定する。
  - これ以前に下に敷かれていた古いボトルのカードは、前のボトルの持ち主が取ったトリックに含まれるカードのため、回収する。
2. その後、出されたカードを勝者が獲得する。

上記のルールのため、たとえ、最大値の37を出したとしても、ボトルの価格が19であり、18を出した場合、ボトルの価格よりも小さいカードは切り札になるため、18がトリックを取る。
次のトリックは直前のトリックの勝者がスタートになって進行する。
この仕組みについては、元ネタとなった「ボトルインプ」にアイデアを得ており、「勝った価格より安く売る」という制約が小説内にある。これがルールに採用されている。
全ての手札を使い切るまで、ゲームを続ける。
手札を使い切ると、ラウンド終了となる。最後に、「ボトルを持っているか否かによって」点数の計算方法が変わる。
- ボトルを持っていない場合
  - 勝者になり獲得したカードの「コインの数」の合計がすべて加点される。
- ボトルを持っている場合
  - ゲーム中に獲得したカードはすべて0点となる。加えて、ラウンド開始直後に捨てたカードを表にし、コインを数える。このコインの数を「減点」として記録する。

これを500点を取るまで続ける。なお、規定ラウンド数を行ったときの合計点や、別の目標点を決めて行っても構わない。
このゲームにおいて、他のトリックテイキングと違う点は、言わずもがな「ボトル」である。
このボトルが、戦略に介入してくる。
高い値のカードを出しても、低い「切り札」のカードには負けてしまう。加えて、低い数字の切り札は処理するのが難しい。よって、誰かが切り札を出した時に、それよりも小さい数字の切り札を切っておくことが有効戦略となる。